# Дойче банк Парк
„Дойче банк Парк“ е стадион във Франкфурт, Германия. Широко е познат с първоначалното си име „Валдщадион“ („Горски стадион“).
Открит е през 1925 г. Оттогава стадионът е обновяван няколко пъти, като последната промяна е за Мондиал 2006. С капацитет от 51 500 места, той е сред 10-те най-големи стадиона в Германия. Съоръжението приема 4 мача от Световното първенство по футбол за жени през 2011 г., включително и финала.
Спортният комплекс, който е собственост на общината, включва стадиона и още няколко спортни съоръжения, сред които плувен басейн, тенис комплекс, игрище за плажен волейбол и зала за зимни спортове.
„Дойче банк Парк“ е официалният стадион на местния „Айнтрахт“.

## Мондиал 2006
Стадионът е едно от съоръженията на Мондиал 2006.
Следните мачове от турнира са изиграни на стадиона:
| Дата        | Час (CET) | Отбор #1   | Резултат | Отбор #2  | Фаза          | Зрители |
| ----------- | --------- | ---------- | -------- | --------- | ------------- | ------- |
| 10 юни 2006 | 15.00     | Англия     | 1 – 0    | Парагвай  | Група Б       | 48 000  |
| 13 юни 2006 | 15.00     | Южна Корея | 2 – 1    | Того      | Група Ж       | 48 000  |
| 17 юни 2006 | 15.00     | Португалия | 2 – 0    | Иран      | Група Г       | 48 000  |
| 21 юни 2006 | 21.00     | Холандия   | 0 – 0    | Аржентина | Група В       | 48 000  |
| 1 юли 2006  | 21.00     | Бразилия   | 0 – 1    | Франция   | Четвъртфинали | 48 000  |